# Wang Xiaoshuai
Wang Xiaoshuai (Chinees: 王小帅) (Shanghai, 22 mei 1966) is filmregisseur en acteur. Hij maakt deel uit van wat de zogenaamde zesde generatie van Chinese filmregisseurs. Wang sleept per film wel een prijs in de wacht. Met The Days wint hij de Gouden Alexander (Thessaloniki). So Close to Paradise krijgt een Fipresci Award Singapore. Zijn echte doorbraak begint met Beijing Bicycle.
Een deel van zijn films is in zijn geboorteland geboycot. Zijn tweede film Frozen over een kunstenaar die met een blok ijs zelfmoord pleegt, brengt hij uit onder het pseudoniem Wu Ming (wat letterlijk 'anoniem' betekent).

## Filmografie
- Qinghong (2005) (Shanghai Dreams)
- Er di (2003) (Drifters)
- Jeon Jang Keu I Hu (2001) (After the War)
- Menghuan tianyuan (2000) (The House of Suburban Dreams of Fantasy Garden)
- Shiqi sui de danche (2000) (Beijing Bicycle)
- Biandan, Guninag (1997) (So Close to Paradise of The Vietnamese Girl of Ruan's Song)
- Jidu hen leng (1995) (Frozen)
- Dongchun de rizi (1993) (The Days)